# Noctua distincta
Noctua distincta är en fjärilsart som beskrevs av Barend J. Lempke 1939. Noctua distincta ingår i släktet Noctua och familjen nattflyn. Inga underarter finns listade i Catalogue of Life.